# Manakiner
Manakiner är en familj (Pipridae) fåglar av unika små suboscina tättingar. Gruppen består av cirka 60 arter som är utspridda i de amerikanska tropikerna. Namnet kommer från medelnederländskans mannekijn 'liten man'.

## Beskrivning
Storleken varierar från sju till 15 centimeter och vikten från åtta till 30 gram. De minsta manakinerna återfinns i släktet Tyranneutes och de största i Antilophia. Fåglarna är kompakta och korta med korta stjärtfjädrar, breda och avrundade vingar och stora huvuden. Näbben är kort och har stor öppning. Honor och ettåriga hanar har nedtonad grön fjäderdräkt; de flesta arter är könsdimorfa och har olika färger på fjäderdräkten och hanarna har .
Fåglarnas syrinx (röstorgan) är distinkt hos manakinerna och skiljer dem från besläktade familjer som Cotingidae och Tyrannidae. Variationen är också mycket stor inom familjen manakiner och vissa arter kan identifieras enbart av med hjälp av detta organ. Ljuden som produceras består av visslingar, drillar och surr.

## Utbredning och habitat
Manakiner förekommer från södra Mexiko till norra Argentina, Paraguay och södra Brasilien och på Trindidad och Tobago. De är högst skogsanpassade och nästan exklusivt förekommande i skogsområden. De flesta fåglar lever i fuktiga tropiska lågländer medan några lever i torra skogar, skogar med floder och i subtropiska Anderna. Vissa höglandsarter tillämpar migration mellan olika höjder.
Hannarnas parningsbeteende liknar dansen moonwalk.

## Lista över arter
Vilka arter som ska betraktats som tillhörande familjen manakiner har varit omstritt. Efter DNA-studier flyttas de tidigare manakinerna i Schiffornis och Piprites numera till familjen tityror respektive tyranner eller den egna familjen Pipritidae. Vidare har flera släkten i familjen omstrukturerats. Nedanstående indelning följer AviList:
- Tyranneutes – två arter
- Neopelma – fem arter
- Ilicura – en art, spetsstjärtad manakin
- Masius – en art, guldvingad manakin
- Corapipo – tre arter
- Chiroxiphia – sju arter, inklusive Antilophia
- Xenopipo – två arter
- Chloropipo – två arter, tidigare i Xenopipo
- Cryptopipo – två arter, tidigare i Xenopipo
- Lepidothrix – nio arter
- Heterocercus – tre arter
- Manacus – fyra arter
- Pipra – tre arter
- Machaeropterus – fem arter
- Pseudopipra – en art, vitkronad manakin
- Ceratopipra – fem arter

## Bilder

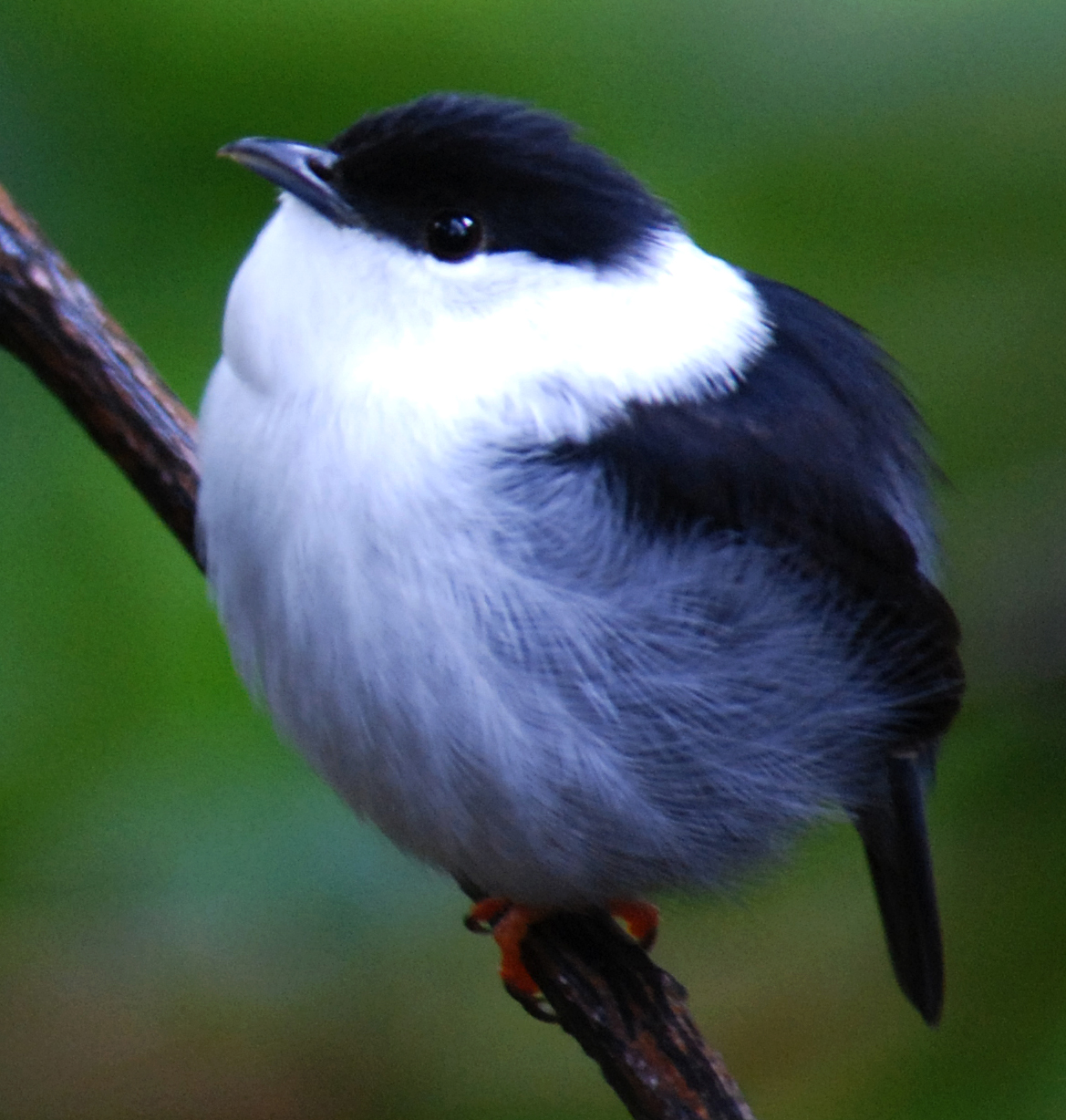
Munkmanakin (hane)
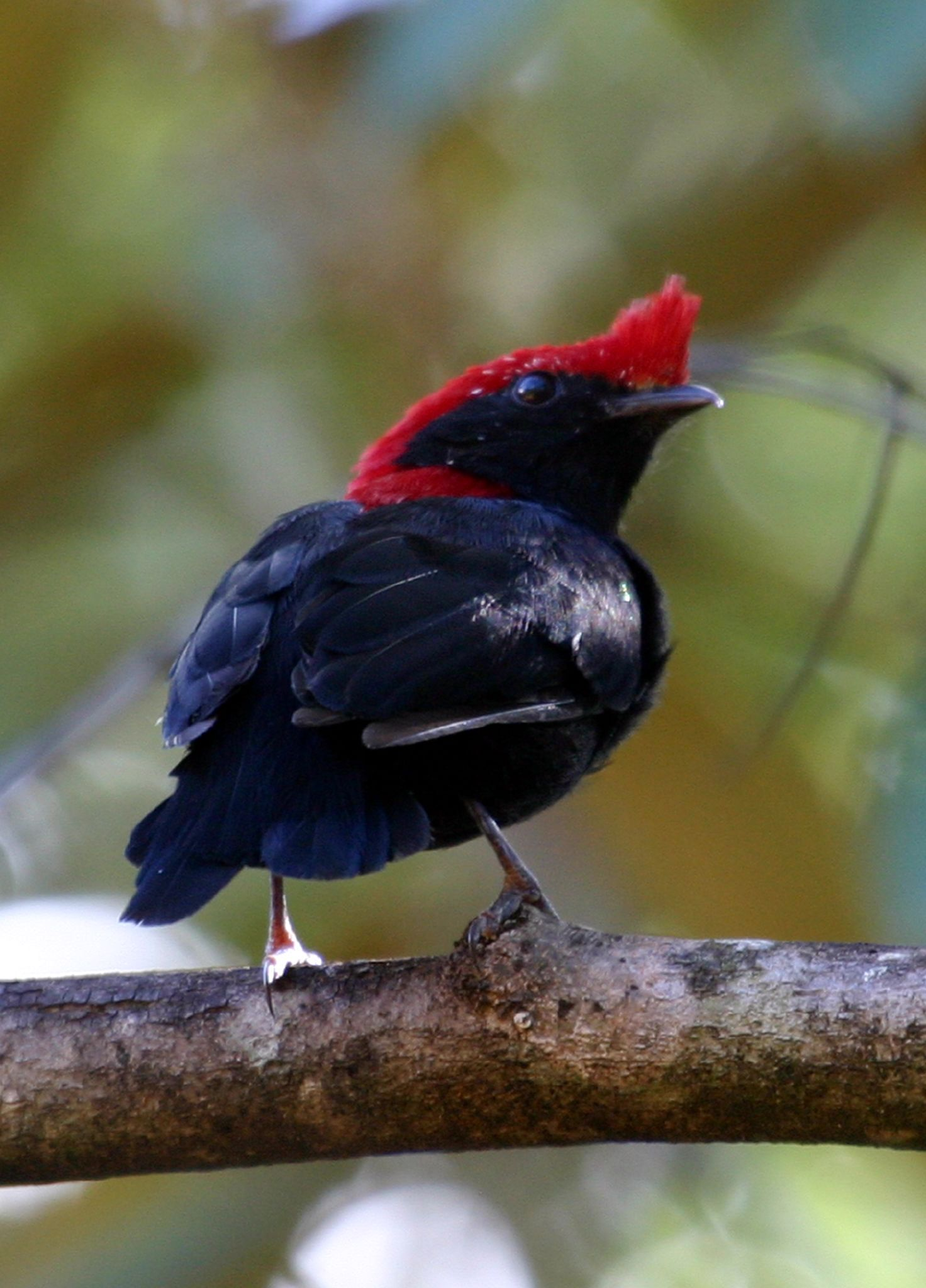
Hjälmmanakin (Antilophia galeata)
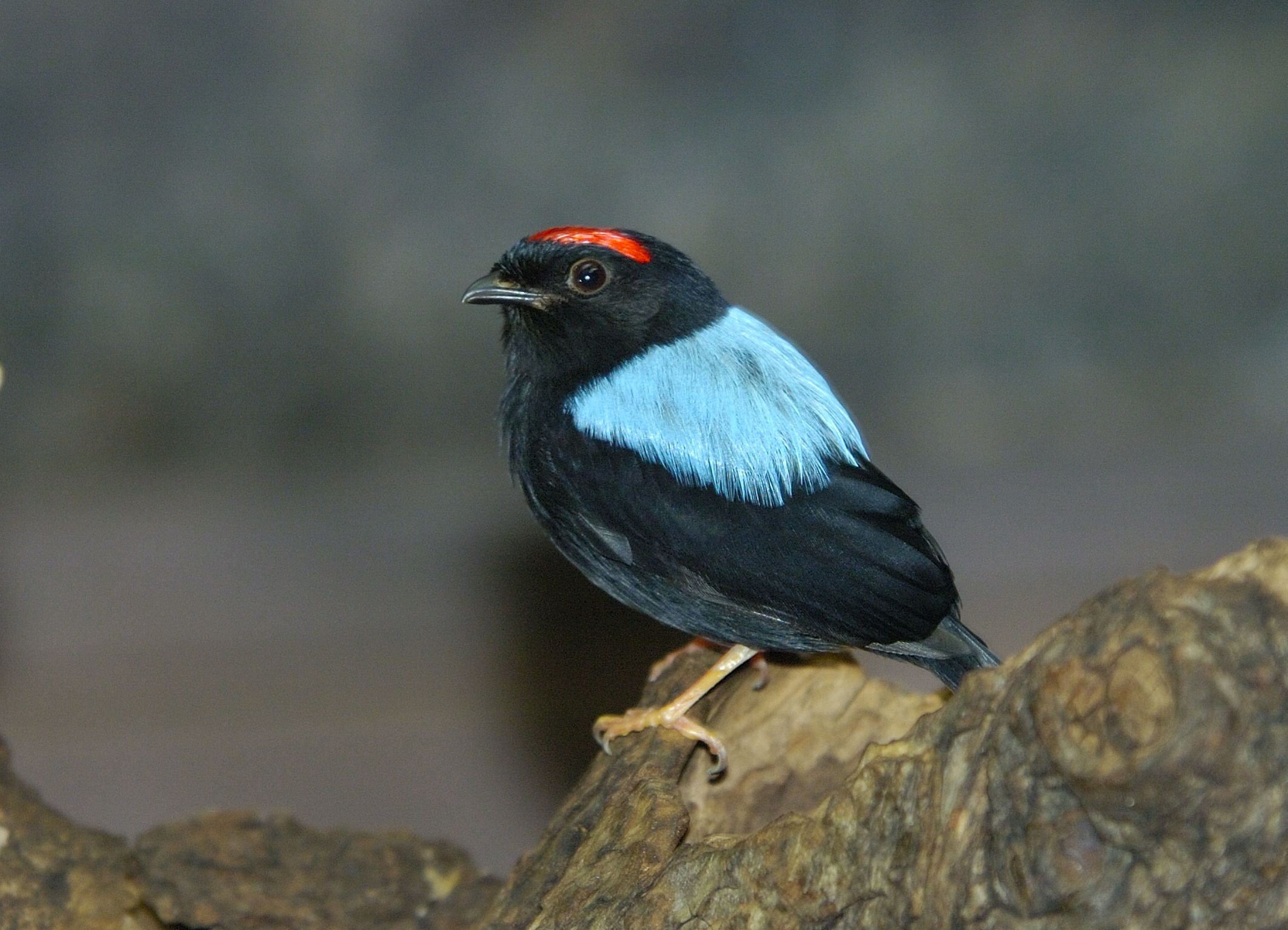
Praktmanakin (Chiroxiphia pareola)
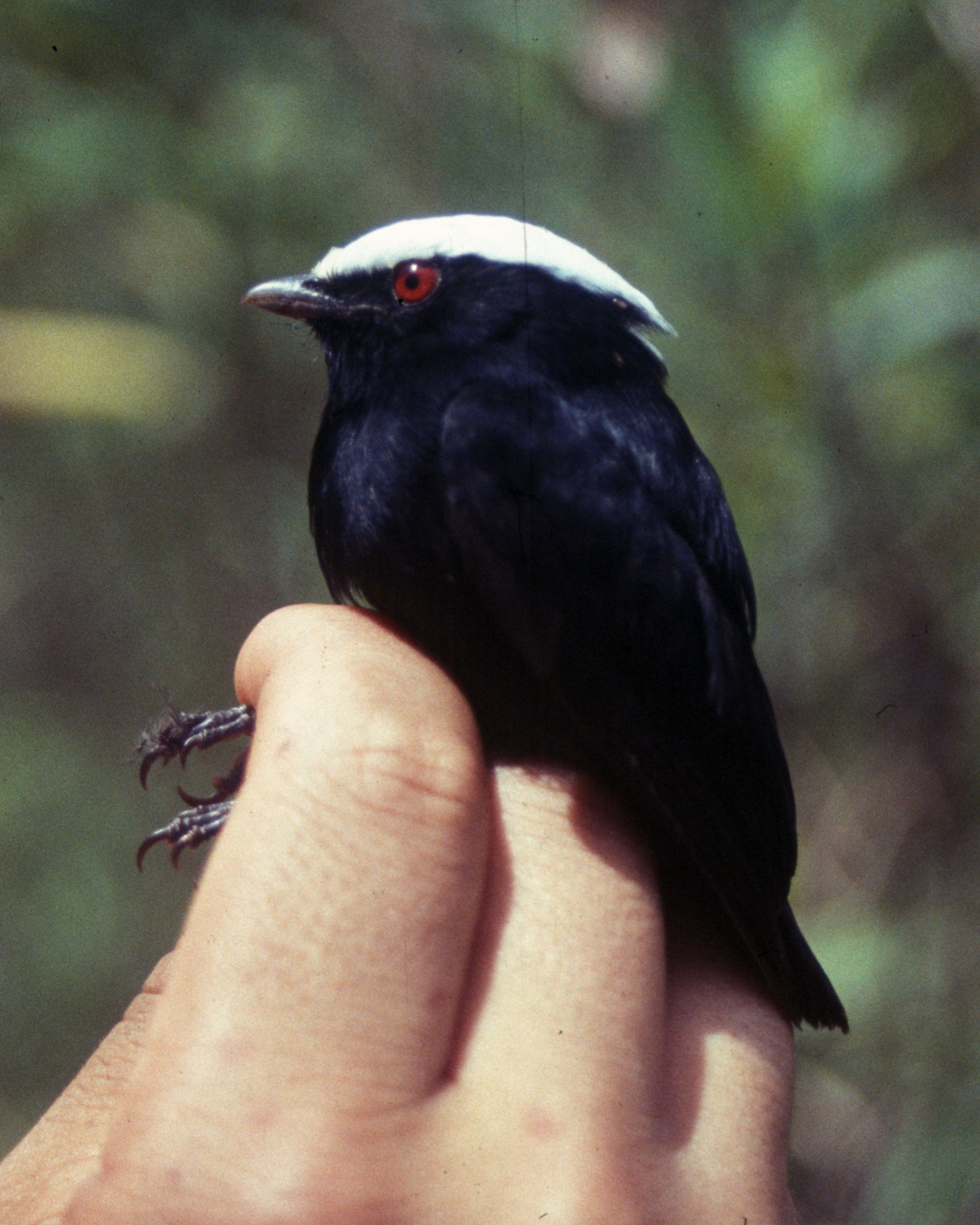
Vitkronad manakin (Pseudopipra pipra)
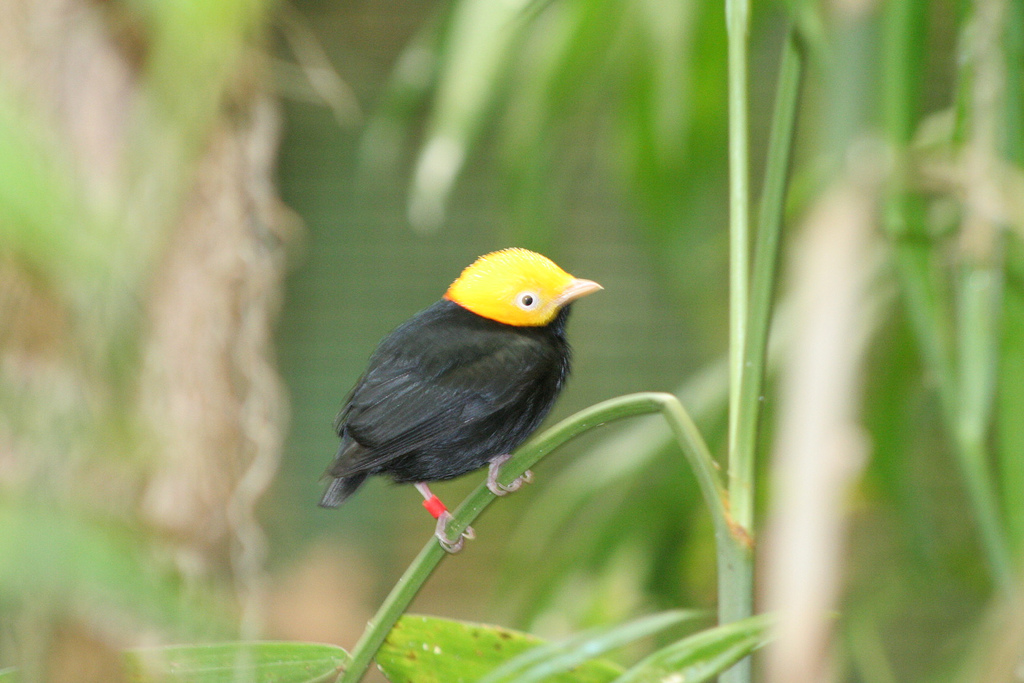
Gyllenhuvad manakin (Ceratopipra erythrocephala)
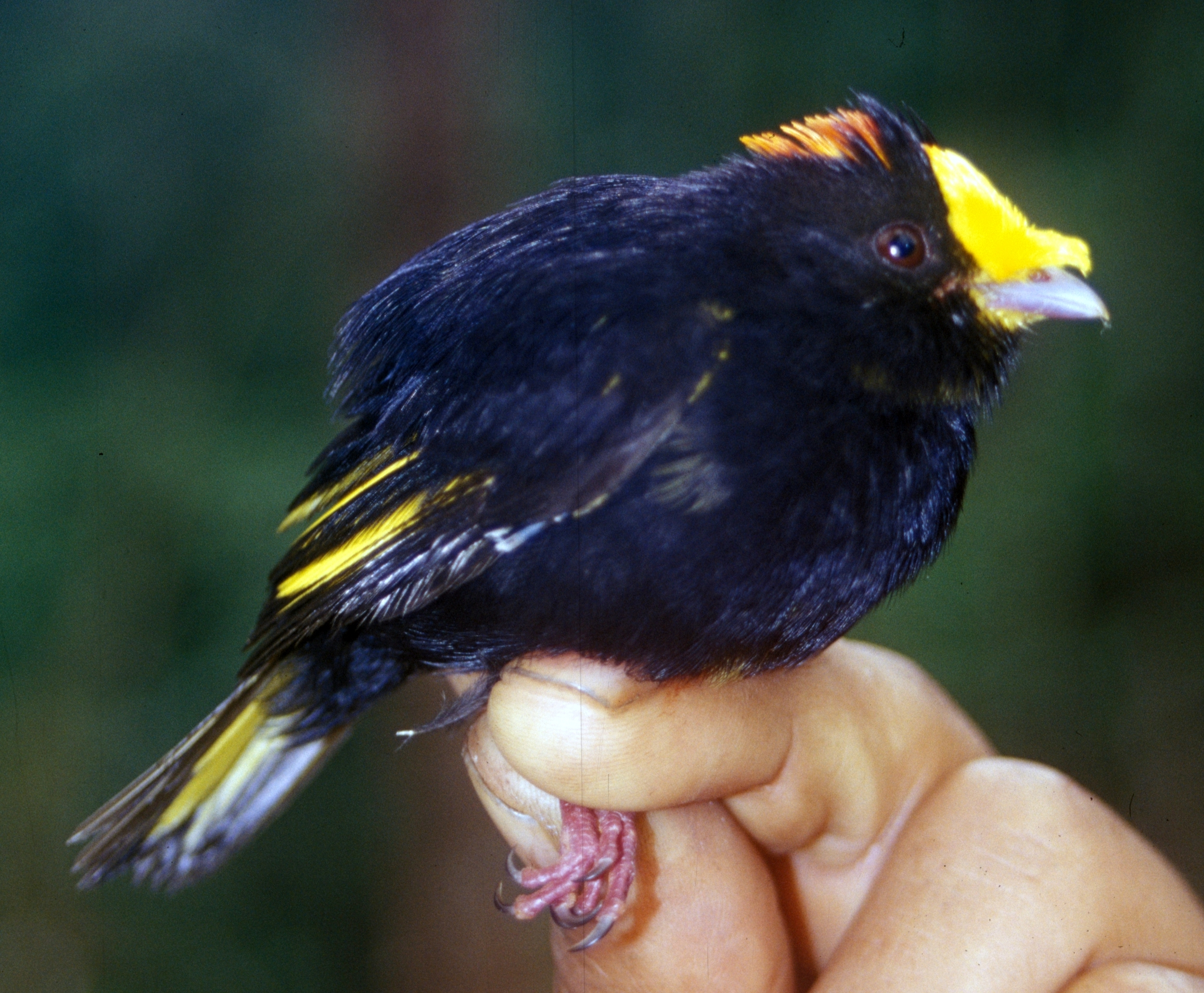
Guldvingemanakin (Masius chrysopterus)